# Jean Lesguisé
Jean Lesguisé ou Jean l'Aiguisé, né à Troyes vers 1386, et mort à Paris le 3 août 1450, est le soixante-quinzième évêque de Troyes du 12 juin 1426 à sa mort.

## Biographie
Jean Lesguisé est issu de l'une des premières familles de la bourgeoisie de Troyes : son père, Huet Lesguisé, dit le Grand Huet (mort en janvier 1432), était marchand drapier, teinturier et élu au conseil de ville. La famille avait sa demeure au faubourg de Croncels dit aussi quartier Saint-Esprit. Élève à Paris au collège de Navarre, il obtint les grades de maître ès arts, puis de bachelier en droit civil. Il obtint une licence en décret (c'est-à-dire en droit canon) le 18 avril 1423. De 1423 à 1426, il fut lecteur (c'est-à-dire professeur) à la faculté de décret de l'Université de Paris. Il était d'autre part chanoine du chapitre de la cathédrale Saint-Pierre de Troyes, et au moment où l'évêque Étienne de Givry mourut le 26 avril 1426, il y remplissait l'office d'archidiacre. Le 12 juin suivant, il fut élu évêque à l'unanimité du chapitre.
Cette élection se fit contre la recommandation des autorités anglaises, qui alors occupaient le territoire français au nord de la Loire : trois semaines après, le 5 juillet, le bailli de Troyes reçut l'ordre de frapper de confiscation les biens des chanoines qui y avaient pris part. Mais malgré cette hostilité du duc de Bedford, Jean Lesguisé avait de puissants appuis en cour de Rome, qui lui permirent d'être confirmé en août suivant dans la possession de son siège.
Il prit part au concile de la province ecclésiastique de Sens tenu à Paris, dans le collège des Bernardins, en mars-avril 1429, sous la présidence de Jean de Nanton, archevêque de Sens. Ce concile avait été convoqué par le duc de Bedford, mais il se montra très hostile aux exactions fiscales décidées par le régent anglais, notamment à l'encontre du clergé, allant jusqu'à adopter un ton de menace à son égard. Le principal inspirateur de cette protestation paraît avoir été Jean Lesguisé.
Au moment du siège de Troyes par Charles VII et Jeanne d'Arc, qui étaient en route pour Reims (5-12 juillet 1429), l'évêque Jean Lesguisé, avec le doyen du chapitre Jean Pougeoise, le maître de l'Hôtel-Dieu-le-Comte Guillaume Andouillette, son propre frère Huet Lesguisé « le Jeune » et son beau-frère Guillaume Molé, contribua fortement, contre la position initiale de la municipalité qui venait de renouveler son serment d'allégeance à Henri VI d'Angleterre, à faire ouvrir les portes. L'entrée des troupes royales dans la capitale de la Champagne eut alors un retentissement considérable, précédant le sacre à Reims le 17 juillet.
Par lettre du 31 août 1429, le duc de Bedford ordonna au prévôt de Paris de faire vendre, sans aucun délai ni forme judiciaire, les biens que possédaient à Paris l'évêque et le maître de l'Hôtel-Dieu-le-Comte de Troyes, et d'autres personnages « qui se sont naguères mis hors de son obéissance [sc. du roi franco-anglais] et rendus en celles de son adversaire ». Jean Lesguisé fut anobli par lettres de Charles VII datées de mars 1430, enregistrées le 26 juin 1431, avec ses frères, sœurs, et toute leur postérité masculine et féminine.
Jean Lesguisé dédia la cathédrale Saint-Pierre le dimanche 9 juillet 1430. Par délégation de Jacques du Chastelier, évêque de Paris, il dédicaça le 10 octobre 1437 l'église de l'abbaye Saint-Spire de Corbeil. En 1438, il reçut le serment de Jeanne II de Broyes qui venait d'être nommée abbesse de l'abbaye Notre-Dame-aux-Nonnains.
Il fit d'autre part appliquer dans son diocèse les décisions du concile de Paris de 1429, qui tendaient à la moralisation des mœurs du clergé et des fidèles et au respect des règlements religieux. Par une ordonnance du 10 novembre 1429, il entendit contraindre « plusieurs fidèles, et surtout les barbiers de Troyes » à respecter les dimanches et fêtes, « sauf si quelque seigneur, de passage à Troyes, voulait entrer dans leur boutique et y défriser ses cheveux ou sa barbe », et dans ce cas la moitié du gain devait être versé à une bourse commune pour célébrer des messes. En 1444, l'évêque s'adressa au roi pour qu'il l'aide à faire cesser la « Fête des Fous », au cours de laquelle les clercs inférieurs élisaient entre eux un « évêque des Fous » dans l'église, où ils entraient en dansant et chantant et où ils banquetaient « jusque sur l'autel » en se livrant à « des jeux et des farces de la plus grande indécence » ; par une lettre du 17 avril 1444, le roi ordonna au bailli de Troyes de prêter main-forte à l'évêque et à l'inquisiteur ecclésiastique pour empêcher dorénavant la célébration de la « Fête des Fous ».
Jean Lesguisé laissa d'autre part des statuts synodaux à son évêché, où on relève par exemple les dispositions suivantes : mise sous clefs des fonts baptismaux, chrêmes et saintes huiles pour éviter les sortilèges et l'influence des sorciers ; âge minimum de 14 ans pour les garçons et de 12 ans pour les filles pour les mariages ; aucun mariage ailleurs qu'à la porte des églises ; aucune bénédiction nuptiale à ceux qui convolent en secondes noces.
Il joua d'autre part un rôle important dans l'administration de la cité de Troyes, assistant régulièrement aux séances du conseil de ville où ses proches étaient souvent élus, et dirigeant des délégations de la municipalité auprès du roi. En janvier 1442, une telle ambassade qu'il conduisait pour se plaindre d'impôts supplémentaires et qui devait rencontrer le roi à Bressuire fut rançonnée non loin de cette ville pour soixante livres tournois par une compagnie de routiers. En 1445, à la suite de l'obtention par la ville de Lyon de trois foires franches de vingt jours chacune, il conduisit une autre délégation municipale auprès du roi à Châlons-en-Champagne, qui aboutit à des lettres patentes datées de juin 1445 accordant deux foires franches de dix jours à Troyes.
Il mourut à Paris et son corps fut ramené à Troyes où il fut inhumé sous une tombe de cuivre dans la chapelle Saint-Sauveur de la cathédrale.